# XBIZ Awards - Director
Gli XBIZ Director Awards sono i premi cinematografici, presentati e sponsorizzati dalla casa editrice XBIZ, che premiano i singoli direttori artistici che si ritiene abbiano espresso le migliori performance pornografiche dell'anno. Sono suddivisi in varie categorie:
- Director of the Year
- Foreign Director of the Year
- Trans Director of the Year
- Director of the Year - Feature Release
- Director of the Year - Non - Feature Release
- Director of the Year - Parody
- Gay Director of the Year

## Director of the Year
Il premio Director of the Year è considerato il più importante. Viene assegnato al migliore regista.
| Anno | Regista         |
| ---- | --------------- |
| 2009 | Belladonna      |
| 2010 | Axel Braun      |
| 2011 | Lee Roy Myers   |
| 2012 | Robby D.        |
| 2013 | Eddie Powell    |
| 2014 | Axel Braun      |
| 2015 | Jacky St. James |
| 2016 | Jacky St. James |
| 2017 | Greg Lansky     |
| 2018 | Bree Mills      |
| 2019 | Bree Mills      |
| 2020 | Kayden Kross    |
| 2021 | Kayden Kross    |
| 2022 | Kayden Kross    |
| 2024 | Casey Calvert   |
| 2025 | Bree Mills      |

## Foreign Director of the Year
Il premio Foreign Director of the Year viene assegnato al migliore regista straniero.
| Anno | Regista        |
| ---- | -------------- |
| 2016 | Rocco Siffredi |
| 2017 | Rocco Siffredi |
| 2018 | Dick Bush      |
| 2019 | Rocco Siffredi |
| 2020 | Rocco Siffredi |

## Trans Director of the Year
Il premio Trans Director of the Year viene assegnato al migliore regista per una scena transessuale.
| Anno | Regista         |
| ---- | --------------- |
| 2012 | Joey Silvera    |
| 2013 | Jay Sin         |
| 2014 | Joey Silvera    |
| 2015 | Joey Silvera    |
| 2016 | Joey Silvera    |
| 2017 | Nica Noelle     |
| 2018 | Dana Vespoli    |
| 2019 | Aiden Starr     |
| 2020 | Ricky Greenwood |
| 2021 | Ricky Greenwood |
| 2022 | Ricky Greenwood |
| 2023 | Buddy Wood      |
| 2024 | Stella Smut     |
| 2025 | Stella Smut     |

## Director of the Year - Feature Release
Il premio Director of the Year - Feature Release viene assegnato al miglior regista in una scena caratteristica.
| Anno | Regista         | Titolo                  |
| ---- | --------------- | ----------------------- |
| 2013 | Graham Travis   | Wasteland               |
| 2014 | Brad Armostrong | Underworld              |
| 2015 | Eli Cross       | Wetwork                 |
| 2016 | Stormy Daniels  | Wanted                  |
| 2017 | Brad Armostrong | The Preacher's Daughter |
| 2018 | Bree Mills      |                         |
| 2019 | Kayden Kross    |                         |
| 2020 | Bree Mills      |                         |
| 2021 | Kayden Kross    |                         |
| 2022 | Kayden Kross    |                         |
| 2023 | Casey Calvert   |                         |
| 2024 | Ricky Greenwood |                         |
| 2025 | Ricky Greenwood |                         |

## Director of the Year - Non - Feature Release
Il premio Director of the Year - Non - Feature Release viene assegnato al miglior regista in una scena "Non Feature".
| Anno | Regista                     | Titolo                |
| ---- | --------------------------- | --------------------- |
| 2013 | Mason                       | Lexi                  |
| 2014 | Dana Vespoli                | Girl/Boy              |
| 2015 | Kayden Kross Manuel Ferrara | Misha Cross Wide Open |
| 2016 | Tori Black                  | True Lust             |
| 2017 | Greg Lansky                 | Anal Beauty           |
| 2018 | Greg Lansky                 |                       |
| 2019 | Greg Lansky                 |                       |
| 2020 | Jonni Darko                 |                       |
| 2023 | Derek Dozer                 |                       |
| 2024 | Derek Dozer                 |                       |
| 2025 | Derek Dozer                 |                       |

## Director of the Year - Parody Release
Il premio Director of the Year - Parody Release viene assegnato al miglior regista in una scena parodia.
| Anno | Regista    | Titolo                                       |
| ---- | ---------- | -------------------------------------------- |
| 2013 | Axel Braun | Star Wars XXX: An Axel Braun Parody          |
| 2014 | Will Ryder | Grease XXX: A Parody                         |
| 2015 | Will Ryder | Not Jersey Boys XXX: A Porn Musical          |
| 2016 | Axel Braun | Batman vs Superman XXX: An Axel Braun Parody |
| 2017 | Axel Braun | Suicide Squad XXX: An Axel Braun Parody      |